# Palazzo del Parlamento (Irlanda del Nord)
Il Palazzo del Parlamento (in inglese: Parliament Building), noto anche come Stormont a causa della sua posizione nella zona di Stormont, Belfast, ospita l'Assemblea dell'Irlanda del Nord. In passato era sede del parlamento dell'Irlanda del Nord. 

## Storia
Dopo che il resto dell'Irlanda ottenne l'indipendenza dal Regno Unito nel 1921, l'Irlanda del Nord fu mantenuta nel Regno Unito. C'era la necessità di istituire un governo locale e si decise di costruire un palazzo per il parlamento a Belfast. Il palazzo del parlamento fu costruito su un design classico da Stewart & Partners e fu ufficialmente aperto da Edoardo, principe di Galles, il 16 novembre 1932.
Con il ripristino della devoluzione nel Nord, si è discusso di un edificio adatto per l'Assemblea dell'Irlanda del Nord. Il Sinn Féin si oppose all'uso del vecchio edificio perché "Stormont" era legato al periodo del controllo unionista, ma l'opposizione repubblicana fu respinta e nessuna nuova sede del parlamento fu eretta. Tuttavia, è stato deciso di utilizzare "Palazzo del Parlamento" invece di "Stormont" come nome ufficiale della sede del parlamento.